# Плавання на Чемпіонаті Європи з водних видів спорту 2022 — естафета 4x100 метрів комплексом (чоловіки)
Змагання з плавання в естафеті 4x100 метрів комплексом серед чоловіків на Чемпіонаті Європи з водних видів спорту 2022 відбулися 17 серпня (попередні запливи і фінал).

## Рекорди
На момент проведення змагань рекорди були такими:
|                           | Країна          | Час     | Місто    | Дата           |
| ------------------------- | --------------- | ------- | -------- | -------------- |
| Світовий рекорд           | США             | 3:26.78 | Токіо    | 1 серпня 2021  |
| Рекорд Європи             | Велика Британія | 3:27.51 | Токіо    | 1 серпня 2021  |
| Рекорд Європи             | Італія          | 3:27.51 | Будапешт | 25 червня 2022 |
| Рекорд чемпіонатів Європи | Велика Британія | 3:28.59 | Будапешт | 23 травня 2021 |

## Результати

### Попередні запливи[3]
| Місце | Заплив | Доріжка | Країна          | Спортсмени                                                                                                   | Час     | Примітки |
| ----- | ------ | ------- | --------------- | --- | ------- | -------- |
| 1     | 1      | 2       | Італія          | Мікеле Ламберті (54.95) Федеріко Поджо (59.70) Федеріко Бурдіссо (51.37) Мануель Фріго (48.33)               | 3:34.35 | Q        |
| 2     | 2      | 5       | Австрія         | Бернгард Райтсгаммер (55.31) Валентін Баєр (59.43) Зімон Бухер (51.85) Гайко Ґіґлер (48.23)                  | 3:34.82 | Q        |
| 3     | 2      | 2       | Велика Британія | Джонатон Маршалл (54.67) Джеймс Вілбі (59.92) Джейкоб Пітерс (52.67) Джекоб Віттл (48.19)                    | 3:35.45 | Q        |
| 4     | 1      | 4       | Франція         | Мевен Томак (54.72) Антуан Вікера (1:00.71) Клемент Секчі (51.74) Шарль Ріу (48.29)                          | 3:35.46 | Q        |
| 5     | 2      | 0       | Польща          | Кацпер Стоковський (54.09) Давід В'єкєра (1:00.85) Адріан Яшкєвич (52.03) Каміл Серадзький (49.07)           | 3:36.04 | Q        |
| 6     | 2      | 8       | Україна         | Олександр Желтяков (55.10) Володимир Лісовець (1:00.36) Денис Кесіль (52.49) Сергій Шевцов (48.74)           | 3:36.69 | Q        |
| 7     | 2      | 3       | Німеччина       | Оле Брауншвайґ (54.17) Лукас Мацерат (1:00.61) Бйорн Камманн (53.87) Петер Верьясі (48.30)                   | 3:36.95 | Q        |
| 8     | 1      | 3       | Іспанія         | Ніколас Гарсія (55.66) Карлес Колл (1:01.45) Маріо Молла (52.09) Сержіо де Селіс (47.89)                     | 3:37.09 | Q        |
| 9     | 1      | 7       | Болгарія        | Калоян Левтеров (55.76) Тоніслав Сабев (1:00.82) Антані Іванов (52.78) Деніель Нанков (48.66)                | 3:38.02 |          |
| 10    | 1      | 1       | Греція          | Теодорос Андреопулос (55.12) Аркадіос Аспугаліс (1:02.16) Константінос Стамоу (53.03) Стергіос Білас (49.04) | 3:39.35 |          |
| 11    | 1      | 6       | Литва           | Ерікас Грігаітіс (56.05) Андрюс Шідлаускас (1:00.20) Данас Рапшис (53.94) Томас Навіконіс (50.01)            | 3:40.20 |          |
| 12    | 1      | 5       | Швеція          | Бйорн Селіґер (56.59) Даніель Рейсенен (1:01.55) Оскар Гофф (53.68) Робін Гансон (49.88)                     | 3:41.70 |          |
| 13    | 2      | 4       | Люксембург      | Макс Маннес (56.96) Піт Бранденбургер (1:04.55) Жюльєн Хенкс (55.11) Ремі Фабіані (49.72)                    | 3:46.34 |          |
| 14    | 1      | 8       | Норвегія        | Маркус Лі (55.53) Крістоффер Гаарсакер (1:01.62) Йон Йонтведт Ніколас Лі                                     | DSQ     | DSQ      |
| 14    | 2      | 1       | Ірландія        | | DNS     | DNS      |
| 14    | 2      | 6       | Нідерланди      | | DNS     | DNS      |
| 14    | 2      | 7       | Швейцарія       | | DNS     | DNS      |

### Фінал[4]
| Місце | Доріжка | Країна          | Спортсмени                                                                                       | Час     | Примітки |
| ----- | ------- | --------------- | ------------------------------------------------------------------------------------------------ | ------- | -------- |
| 1     | 4       | Італія          | Томас Чеккон (52.82) Ніколо Мартіненьї (57.72) Маттео Ріволта (50.75) Алессандро Мірессі (47.17) | 3:28.46 | CR       |
| 2     | 6       | Франція         | Йоанн Ндує Бруар (53.06) Антуан Вікера (1:00.48) Клемент Секчі (51.53) Максім Груссе (47.43)     | 3:32.50 |          |
| 3     | 5       | Австрія         | Бернгард Райтсгаммер (54.68) Валентін Баєр (59.54) Зімон Бухер (50.97) Гайко Ґіґлер (48.09)      | 3:33.28 |          |
| 4     | 3       | Велика Британія | Люк Грінбенк (54.28) Джеймс Вілбі (59.51) Едвард Мілдред (51.72) Томас Дін (48.09)               | 3:33.60 |          |
| 5     | 2       | Польща          | Ксаверій Масюк (53.49) Давід В'єкєра (1:00.79) Якуб Маєрський (51.17) Кароль Островський (48.71) | 3:34.16 |          |
| 6     | 7       | Україна         | Олександр Желтяков (54.60) Володимир Лісовець (59.40) Денис Кесіль (52.12) Сергій Шевцов (48.54) | 3:34.66 | NR       |
| 7     | 1       | Німеччина       | Оле Брауншвайґ (54.40) Лукас Мацерат (59.74) Бйорн Камманн (53.60) Петер Верьясі (47.91)         | 3:35.65 |          |
| 8     | 8       | Іспанія         | Ніколас Гарсія (55.30) Карлес Колл (1:01.31) Маріо Молла (52.20) Сержіо де Селіс (48.44)         | 3:37.25 |          |